# Арнолдо Ерера
Арнолдо Ерера (шп. Arnoldo Herrera; 7. март 1996) костарикански је пливач чија специјалност су трке прсним стилом. 

## Спортска каријера
Међународну акријеру је започео учешћем на Олимписјким играма малдих у Нанкингу 2014, где је пливао у квалификационим тркма на 50 и 200 прсно. Исте године је дебитовао и на светском сениорском првенству у малим базенима у катарској Дохи. Убрзо потом одлази на студије у Сједињене Државе, током којих наступа за пливачки тим Универзитета Северни Мичиген. 
На светским првенствима у великим базенима је дебитовао у Будимпешти 2017, где је пливао у квалификационим тркама на 100 прсно (60. место) и 200 прсно (37. место). 
Учествовао је и на светским првенствима у малим базенима у Виндзору 2016. и Хангџоуу 2018. године.
на светском првенству у корејском Квангџуу 2019. заузео је 72. место у квалификацијама трке на 100 прсно, те претпоследње 51. место у квалификацијама на 200 прсно.  
Такође је наступио и на Панамеричким играма у Лими 2019, али без неког запаженијег учинка. 